# Sebességváltó
A sebességváltó olyan hajtómű, mely a behajtó tengelyen mérhető nyomatékot és fordulatszámot fokozatonként vagy fokozatmentesen képes megváltoztatni az erőforrás és a hajtott gép lehetőségeinek és igényének megfelelően. 
Sebességváltókat különböző célokból használnak. A belsőégésű motorok gazdaságos teljesítményüket csak viszonylag kis fordulatszám-tartományban képesek szolgáltatni. A hajtott gépek (legtöbb esetben gépkocsi, motorkerékpár, dízelmozdony vagy motorvonat) fordulatszám- és nyomatékigénye viszont széles határok között változik. Szerszámgépeknél ezzel szemben sokszor van szükség a főmozgás és a mellékmozgások (előtolás) közötti meghatározott áttétel tartására (például, ha esztergagép csavarmenetet vág), ilyenkor a kinematikai kapcsolat pontos tartása fontos, a nyomaték módosítása másodlagos fontosságú.    

## Fajtái
A sebességváltó lehet fogaskerekes (homlokkerekes vagy bolygóműves), hidrodinamikus vagy hidrosztatikus. Ritkábban használnak szíjhajtású vagy lánchajtású, illetve dörzshajtású sebességváltót. A feladatot többféle villamos hajtással is meg lehet valósítani, de ezeket a megoldásokat nem szokás nyomatékváltónak nevezni.

Daewo Matiz motorjának, és a fordulatszám függvényében

Négyfokozatú sebességváltó nyomaték jelleggörbéje.
,

## A belsőégésű motoroknál
A dugattyús gőzgépek egyik előnye egyszerű kezelésük volt. A gőzgép teljes terheléssel álló helyzetből el tudta indítani a gőzmozdonyt a hozzá kapcsolt esetleg több tíz tonnás szerelvénnyel. A belsőégésű motorok (Otto és dízelmotorok) ezzel szemben csak terhelés nélkül indíthatók, álló helyzetben nem üzemképesek, működésükhöz minimális fordulatszámon (üresjárat) kell forogniuk, hogy terhelni lehessen. A motor által leadott teljesítmény erősen függ a fordulatszámuktól. A motor teljesítménye, a tengelyén mérhető forgatónyomatéka és fajlagos fogyasztása erősen függ a fordulatszámtól.  
A szárazföldi kerekes járművek hajtása szempontjából előnyös lenne, ha a motor teljesítményét minden sebesség mellett maximálisan ki lehetne használni. Mivel a teljesítmény így írható fel:
{\displaystyle P=M\omega \,},
ahol
{\displaystyle M\,} a forgatónyomaték,
{\displaystyle \omega \,} a percenkénti fordulatszámmal arányos szögsebesség,
ebből:
{\displaystyle M={\frac {P}{\omega }}}.
Az ideális hajtás ezt az összefüggést valósítaná meg. Ebben az esetben, ha nagy nyomatékra volna szükség (például egy jármű hajtására meredek lejtőn felfelé vagy a jármű gyorsításakor), az a sebesség rovására elérhető lenne. A belsőégésű motorok tengelyén szolgáltatott nyomaték azonban az ábra szerint alakul. A hajtott jármű számára szükséges nyomatékot így csak sebességváltó közbeiktatásával lehetne elérni. Ez lehetővé tenné, hogy a motor közel állandó fordulatszáma mellett a kerekeken ébredő nyomaték a szükséges értéken legyen hozzáférhető. Ezt a feladatot szigorúan véve csak fokozatmentes sebességváltók alkalmazásával lehet megoldani. A gyakorlatban azonban legtöbbször elegendő a többfokozatú sebességváltó alkalmazása is, melyek egyszerűbb szerkezetűek, így olcsóbbak is.
A sebességváltók 4-7 sebességi fokozattal és általában egy hátrameneti fokozattal rendelkeznek.

Tolókerekes sebességváltó metszete

## Homlokkerekes sebességváltók

### Tolókerekes sebességváltók
A legegyszerűbb a tolófogaskerekes sebességváltók szerkezete. Áruk és karbantartásuk is a legolcsóbb és a legüzembiztosabbak. Működésük a következő:
A motort oldható tengelykapcsoló ("kuplung") köti össze a sebességváltóval. A tengelykapcsolóra azért van szükség, hogy a fokozatok átkapcsolásakor a motort leválassza a kezelő a hajtáslánc többi részéről, annak érdekében, hogy terheletlen fogaskerekeket lehessen egymásba csúsztatni. Az egyszerűsített rajzon (csak két sebességfokozatú a váltó) a behajtótengely fogaskereke egy előtéttengelyen keresztül hajtja a hajtott tengely fogaskerekét. A kihajtó bordástengelyre két fogaskerékből álló, tengelyirányban eltolható tömb illeszkedik. Ha a váltókarral a tömböt balra mozgatják, a tömb jobb oldali, nagyobb átmérőjű fogaskereke kapcsolódik az előtéttengely kis fogaskerekéhez. Ez a lassú, 1. sebesség. Ha a tolókeréktömböt jobbra csúsztatják, a tömb kisebb átmérőjű fogaskereke és az előtéttengely nagyobb átmérőjű fogaskereke kerül kapcsolatba és így a kihajtótengely fordulatszáma megnő. (2. sebesség.) Annak érdekében, hogy menet közben a fogaskerék-kapcsolatok megmaradjanak ("ki ne essen a sebességből"), az egyes fokozatoknál reteszelést alkalmaznak.
A tolókerekes sebességváltók hátránya az, hogy gyakorlatot igényel működtetésük, helytelen kezelésük pedig a szerkezet károsodására, főleg a fogak sérüléséhez vezet. A fogaskerekek fogainak egymásba csúsztatása ugyanis kinyomott tengelykapcsoló mellett is csak akkor lehetséges, ha a két összekapcsolandó fogaskerék kerületi sebessége közel azonos. Emiatt a tolókerekes váltókat ma már ritkán alkalmazzák. 

### Tengelykapcsolós sebességváltók
Ezeknél a szintén homlokfogaskerekes sebességváltóknál a fogaskerekek állandó kapcsolatban vannak, az éppen nem használt fogaskerekek a tengelyükön szabadon forognak, kapcsolásnál a megfelelő fogaskereket oldható tengelykapcsoló rögzíti a tengelyéhez, ezzel egyidejűleg az előző fokozat fogaskerekének tengelykapcsolóját lazítja. Kezdetben a fogaskerék rögzítésére egyszerű körmös kapcsolókat használtak. Ez a megoldás ugyan védelmet ad a fogazat számára, azonban a kapcsolási folyamatot a kezelő számára nem könnyíti meg. 

A szinkrongyűrű működése

Gépkocsi sebességváltónál ma már szinte kivétel nélkül szinkrongyűrűs kapcsolókat használnak. A tengely bordázott része magával forgatja a szinkrongyűrűt, mely a kapcsolandó fogaskerék mellett helyezkedik el. A szinkrongyűrű két részből áll. Az ábrán középen elhelyezkedő belső gyűrű a bordázott tengellyel együtt forog, a külső gyűrűt a belső gyűrű bordázata együtt forgatja vele, egymáshoz képesti tengelyirányú elmozdulását a golyós retesz akadályozza szétkapcsolt helyzetben. (1) Az ábrán látható két kék fogaskerék kikapcsolt állapotban az ellenkerekével együtt forog a tengelyhez képest különböző fordulatszámokkal. Ha a kezelő a bal oldali fogaskereket kívánja a tengelyhez kapcsolni, a gyűrűket balra mozdítja el. (2) Ekkor először a két gyűrű a reteszelés miatt együtt csúszik balra, a belső gyűrű kúpos palástja nekifeszül a fogaskerék kúpos oldalának és egymáshoz fékezi a két alkatrészt. Ilyenkor ehhez nem szükséges nagy nyomaték, mert a motor kimenő tengelyvégére csatlakozó tengelykapcsoló ("kuplung") ki van nyomva. 
Ezután a kezelő tovább mozgatja a külső gyűrűt, a retesz kiold és a külső gyűrű körmei kapcsolódnak a bal oldali fogaskerék körmeihez. Ezután a tengelykapcsolót fel lehet engedni és az új fokozat működésbe lép. (3)
Egyes sebességváltókban a szinkrongyűrük helyett lemezes (lamellás) tengelykapcsolókat építenek be, amelyek néha olyan erősek, hogy a motor tengelyvégére épített fő tengelykapcsoló teljesen el is hagyható.

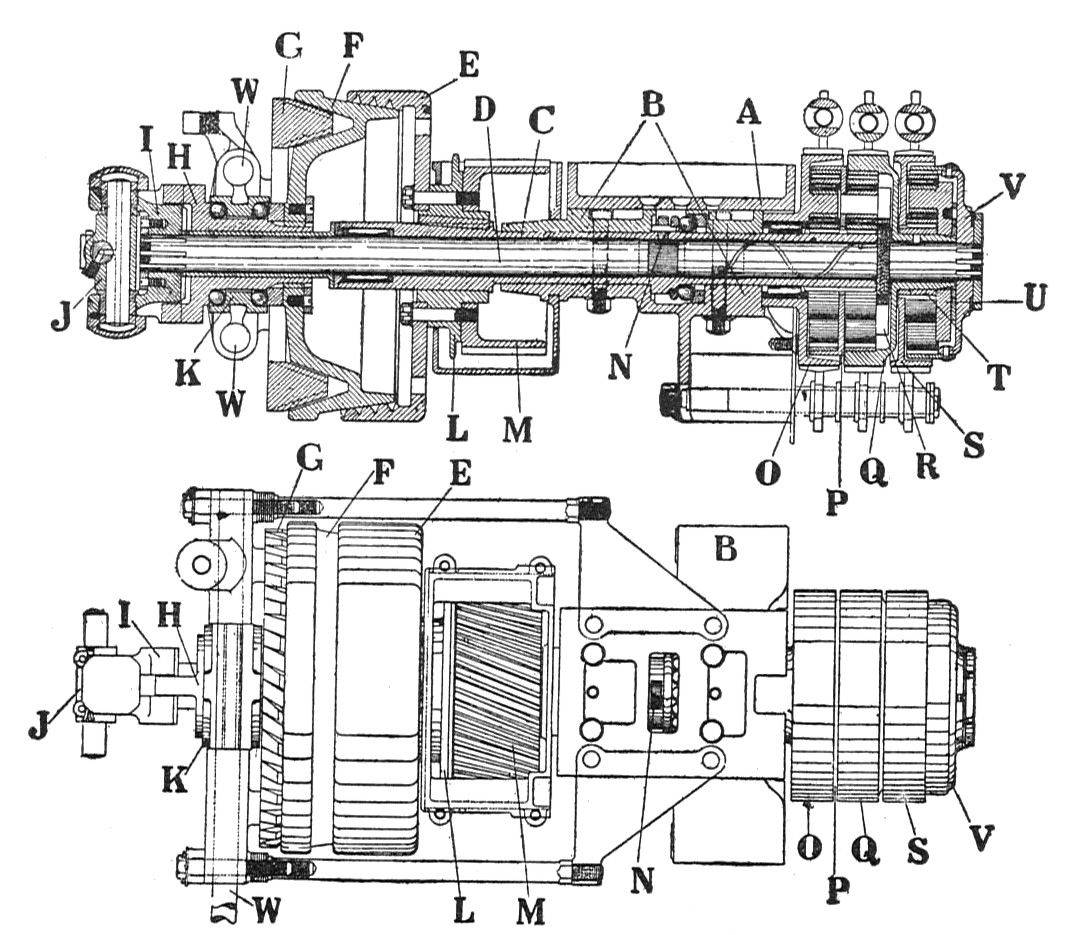
Régi kézi működtetésű bolygóműves sebességváltó

## Bolygókerekes sebességváltók
Ezeknek a sebességváltóknak a működése azon alapszik, hogy egy bolygómű egységnek több kimenő fordulatszáma lehet attól függően, hogy a napkereket, a külső kereket vagy a bolygókerekeket megvezető hídszerkezetet ("csillagot") rögzítik. A több egymás után kapcsolt bolygóműcsoporttal többfokozatú sebességváltó alakítható ki. A képen látható szerkezet metszetrajzának jobb oldalán látható három egymás után kapcsolt bolygómű. A bolygókerekes sebességváltók egyik első és igen sikeres példája a Ford T-modellben alkalmazott szerkezet volt. Ennél az egyes tengelyek fékezését kézi működtetésű szalagfék segítségével oldották meg, ma általában lemezes és szalagfékeket és lemezes tengelykapcsolókat használnak hidraulikus vagy elektromos működtetéssel.

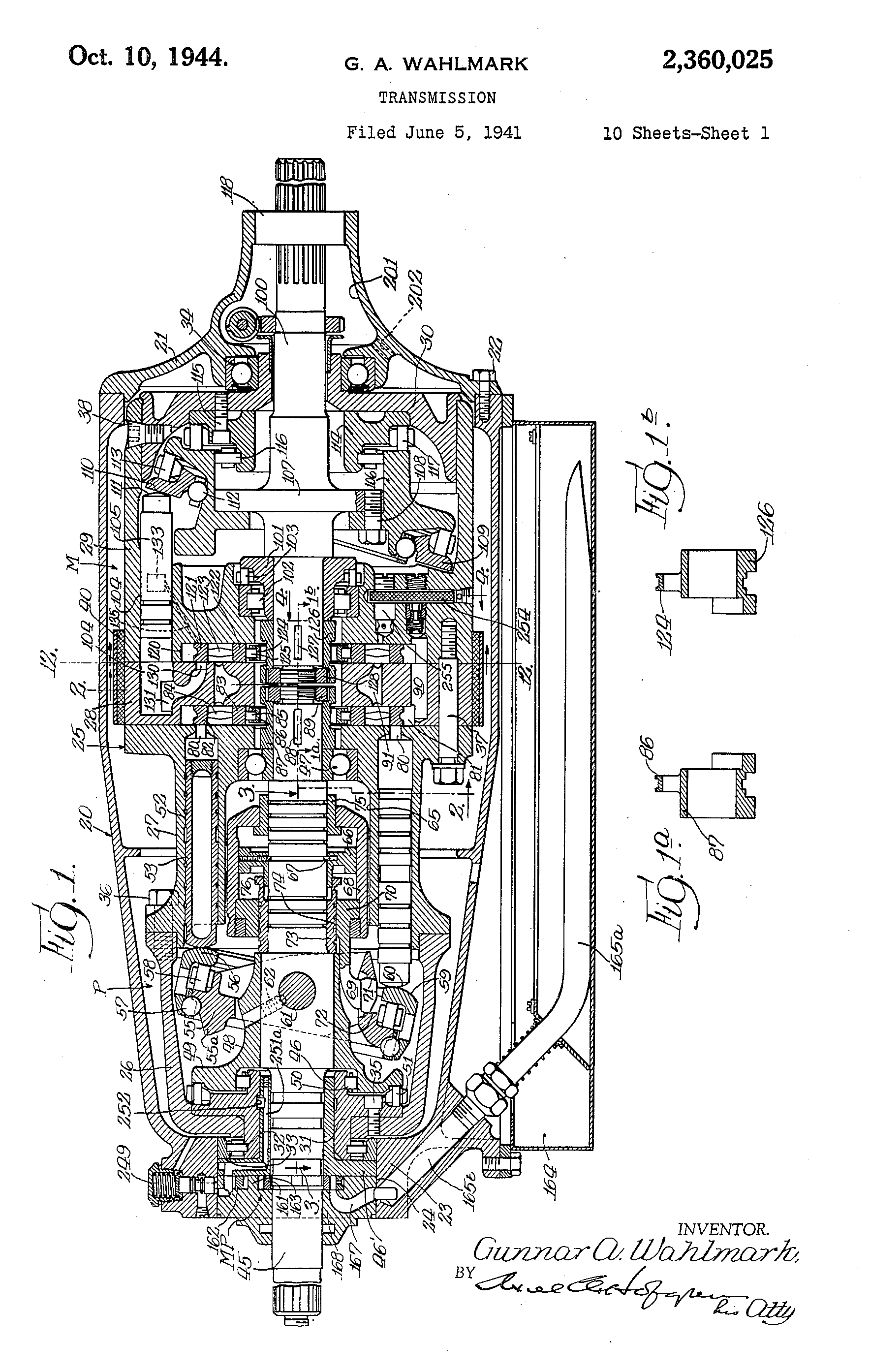
Egy hidrosztatikus sebességváltó szabadalmi rajza

## Fokozatmentes sebességváltók

### Hidrosztatikus hajtások
A hidrosztatikus hajtás térfogatkiszorításos elven működő szivattyúból és motorból valamint a kettőt összekötő csővezetékből és vezérlő elemekből állnak. Vannak olyan dugattyús szivattyúk, melyek percenkénti térfogatszállítása folyamatosan változtatható. Ha ezt egy állandó térfogatáramú motorral kötik össze, változtatható fordulatszámú hajtás, vagyis sebességváltó hozható létre. Ezt a megoldást kiterjedten használják földmunkagépeken, útépítő gépeken (például markolókon, úthengereken, aszfaltterítő gépeken, önjáró darukon), ahol a gép különböző berendezéseinek mozgatása és a jármű hajtása egy dízelmotorral oldható meg. A képen látható szabadalmi rajz hagyományos gépkocsihajtásláncba építhető hidrosztatikus sebességváltó hosszmetszetét mutatja. A sebességváltóba változtatható löketű axiáldugattyús szivattyút és motort építenek be.

### Hidrodinamikus hajtások

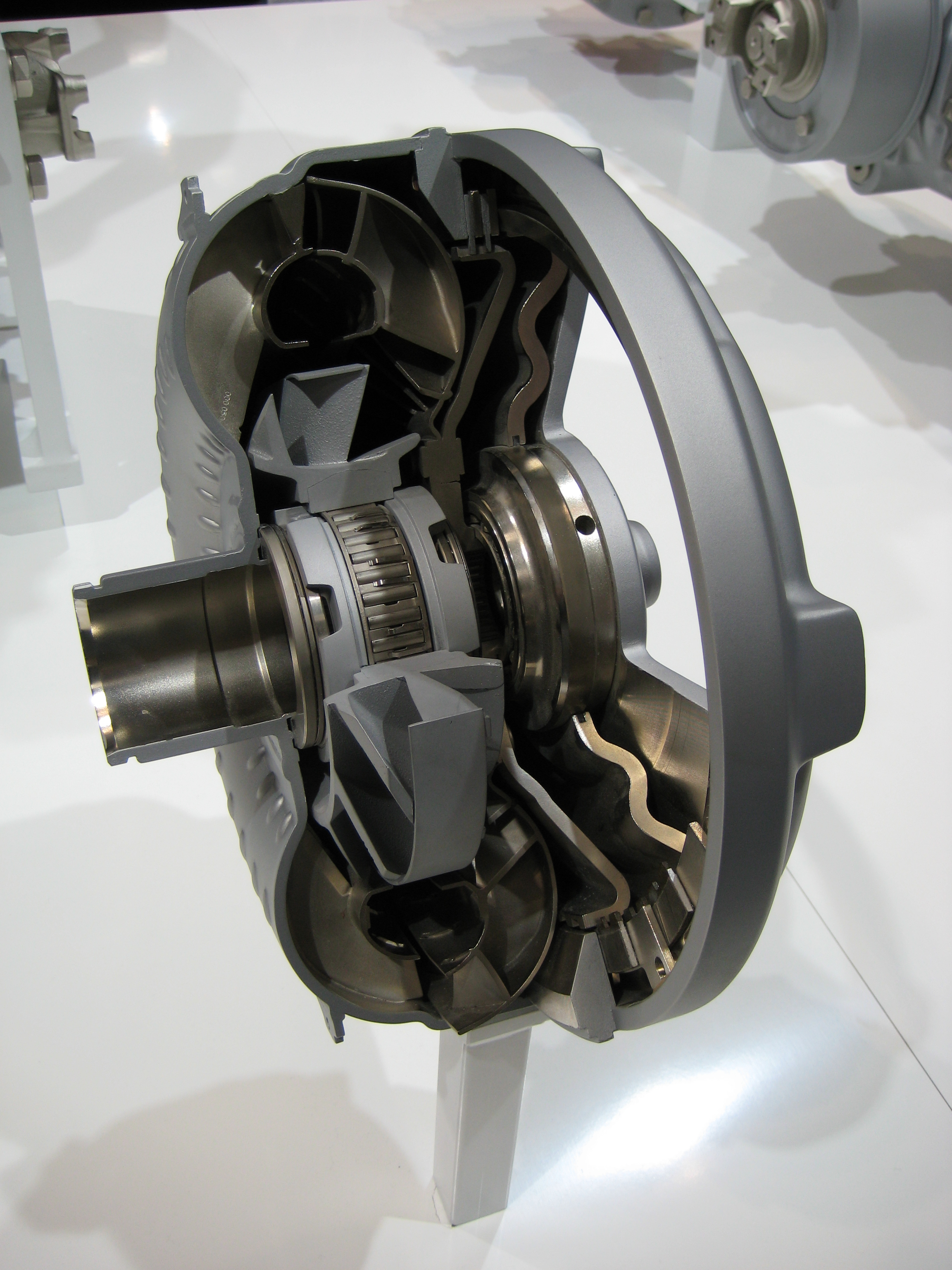
ZF hidrodinamikus nyomatékváltó metszete

A hidrodinamikus tengelykapcsoló közös házba épített örvényszivattyúból és turbinából áll. A szivattyú a motor tengelyére van ékelve, a turbina a hajtott tengelyre. A szivattyú által körbehajtott folyadék (hidraulikai olaj) megforgatja a szivattyút és addig gyorsítja, míg közel állandó fordulatszámon nem forognak. A hagyományos súrlódó tengelykapcsolókkal szemben a kapcsolás zökkenőmentes és önműködően lezajlik, de állandó üzem mellett veszteséges és a tengelykapcsoló állandó hűtésre szorul. Az ilyen kapcsolókat fogaskerekes sebességváltókba építik be, de úgy, hogy állandó üzemben a kapcsolatot mechanikus tengelykapcsoló veszi át. 
Ha a szivattyú és a turbina közé változtatható szögbe állítható vezetőkerék-koszorút is építenek, a turbina hajtott tengelyének fordulatszámát (és nyomatékát) fokozatmentesen lehet állítani. Ez a hidrodinamikus sebességváltó. A gyakorlatban kivitelezett hajtásoknál, automata sebességváltóknál, a hidrodinamikus sebességváltót hagyományos fogaskerekes, sokszor bolygóműves mechanikus sebességváltóval kombinálják.

### Dörzshajtóművek

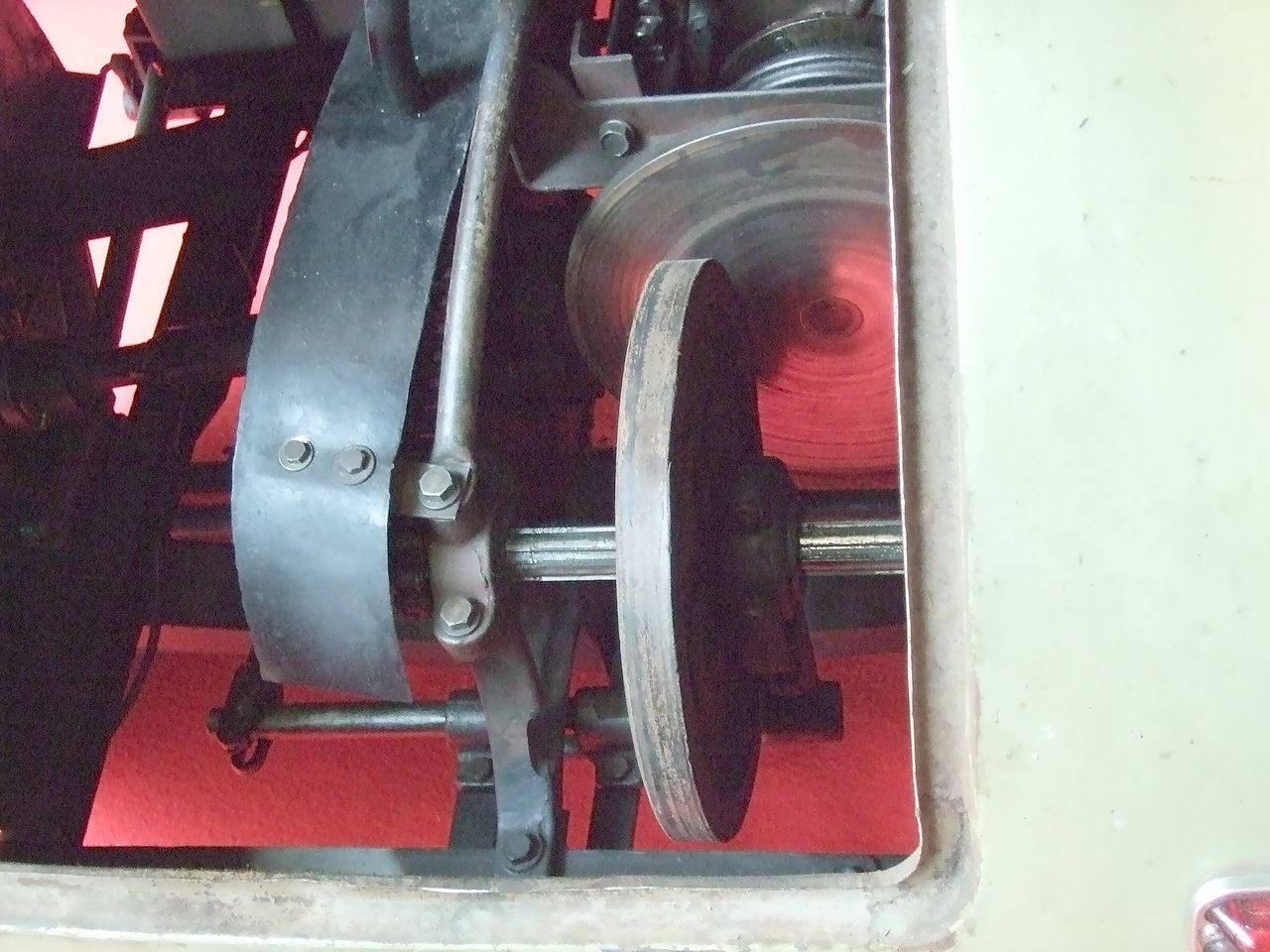
Autosandal fokozat nélküli sebességváltója

Dörzshajtással egyszerű és olcsó fokozatnélküli sebességváltókat lehet építeni. Az ilyen sebességváltókat csak kisebb teljesítmény átvitelére készítenek, gépkocsiba épített változatra az 1950-es években gyártott Autosandal miniautó példája látható a képen. Hátrányuk, hogy hatásfokuk a fogazott hajtásoknál kisebb és érzékenyek a szennyeződésre (víz, olaj, por).

A Variomatic működési elve

### Szíjhajtások
Régebben ritkán használt megoldás. Az hollandiai DAF gyár 1967-1974 között gyártott DAF 33 típusú olcsó személyautójába épített egy Variomatic fantázianevű ékszíjhajtásos fokozatnélküli sebességváltót. A széles ékszíj két-két axiálisan elmozdítható tárcsának támaszkodva fut. A féltárcsák helyzetét összehangolva állították el: ha az egyik féltárcsapár távolságát növelték, a másikét ugyanilyen mértékben csökkentették, így a változtatás ellenére az ékszíj feszessége megmaradt, az áttétel viszont megváltozott.
Jelenleg a fokozatmentes automata váltók (pld CVT) esetében használják a hibrid autók esetén, nomeg a robogók fokozatmentes sebességváltója működik hasonló elven.